# Piece of the Rock
Piece of the Rock is een nummer van de Amerikaanse rockband Mother's Finest uit 1978. Het is de derde en laatste single van hun derde studioalbum Another Mother Further.
"Piece of the Rock" kende enkel succes in het Nederlandse taalgebied. Dit kwam mede door dj Alfred Lagarde, die de band geweldig vond. In de Nederlandse Top 40 bereikte het nummer de 7e positie. Het Nederlandse succes waaide ook over naar Vlaanderen, maar met een 27e positie in de Vlaamse Radio 2 Top 30 was het daar werd het een minder grote hit dan in Nederland.

## NPO Radio 2 Top 2000
| Nummer met noteringen in de NPO Radio 2 Top 2000 | '00  | '01  | '02  | '03  | '04  | '05 | '06  |
| ------------------------------------------------ | ---- | ---- | ---- | ---- | ---- | --- | ---- |
| Piece of the Rock                                | 1457 | 1794 | 1200 | 1892 | 1604 | -   | 1974 |

1. ↑  Een '-' betekent dat het nummer niet was genoteerd en een vetgedrukt getal geeft de hoogste notering aan.
2. ↑  2000 was het eerste jaar met een notering voor dit nummer.
3. ↑  Deze tabel is bijgewerkt tot en met de laatste editie (2024).